# Arrondissement della Martinica

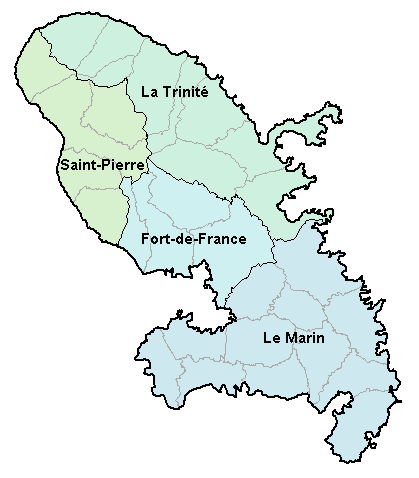
Carta dei quattro arrondissement della Martinica

Gli arrondissement della Martinica sono quattro:
- Arrondissement di Fort-de-France (sottoprefettura Fort-de-France);
- Arrondissement di Le Marin (Le Marin);
- Arrondissement di Saint-Pierre (Saint-Pierre);
- Arrondissement di La Trinité (La Trinité).

## Storia
Alla creazione del dipartimento della Martinica nel 1947, il suo unico arrondissement era Fort-de-France. L'arrondissement di La Trinité, costituito da dieci comuni che facevano precedentemente parte dell'arrondissement di Fort-de-France, fu creato nel 1965. L'arrondissement di Le Marin, costituito da dodici comuni che facevano precedentemente parte dell'arrondissement di Fort-de-France, fu creato nel 1974. L'arrondissement di Saint-Pierre, costituito da otto comuni che facevano precedentemente parte dell'arrondissement di Fort-de-France, fu creato nel 1995.